# Skigebiet Gubałówka

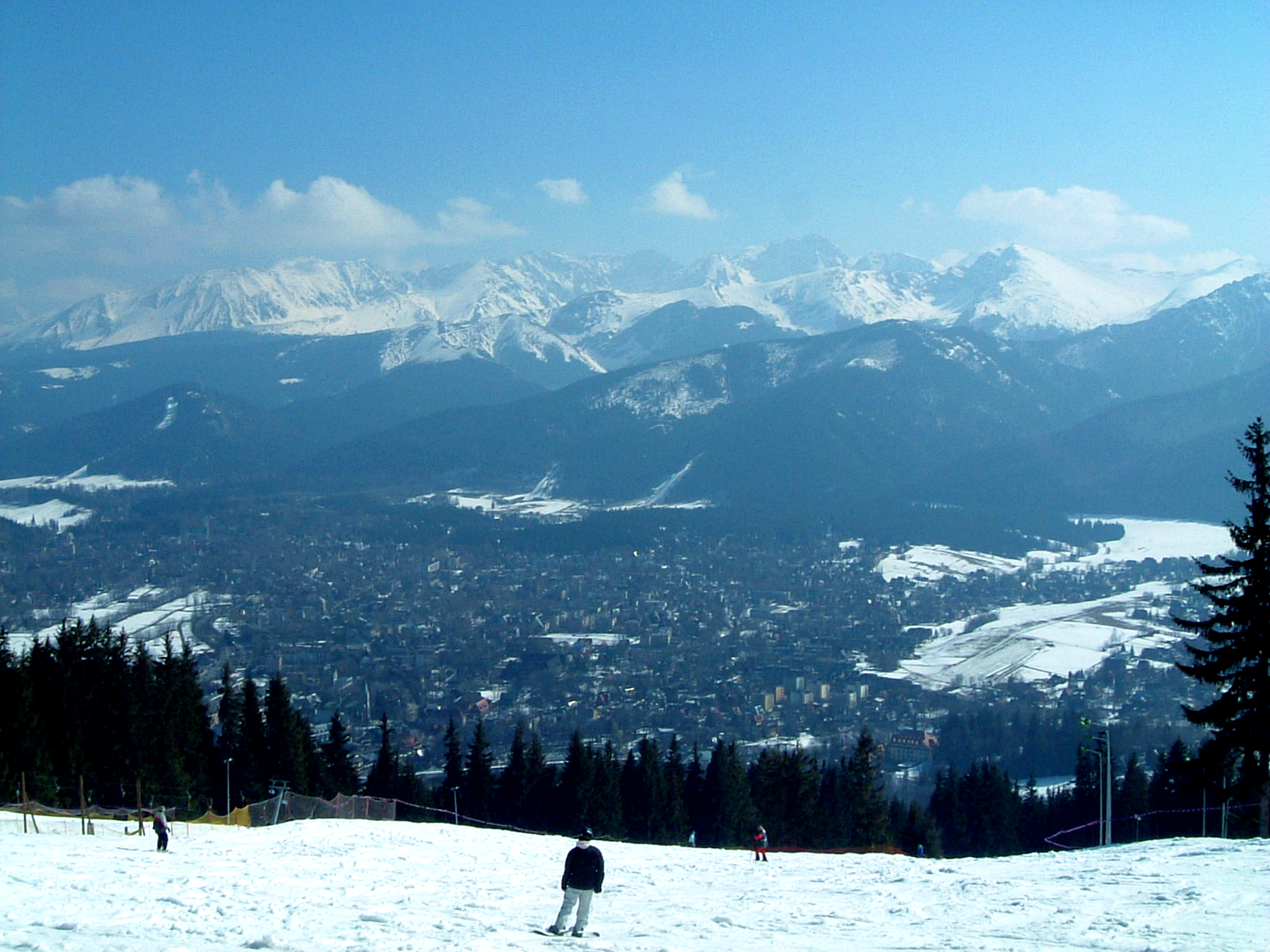
Blick auf Zakopane

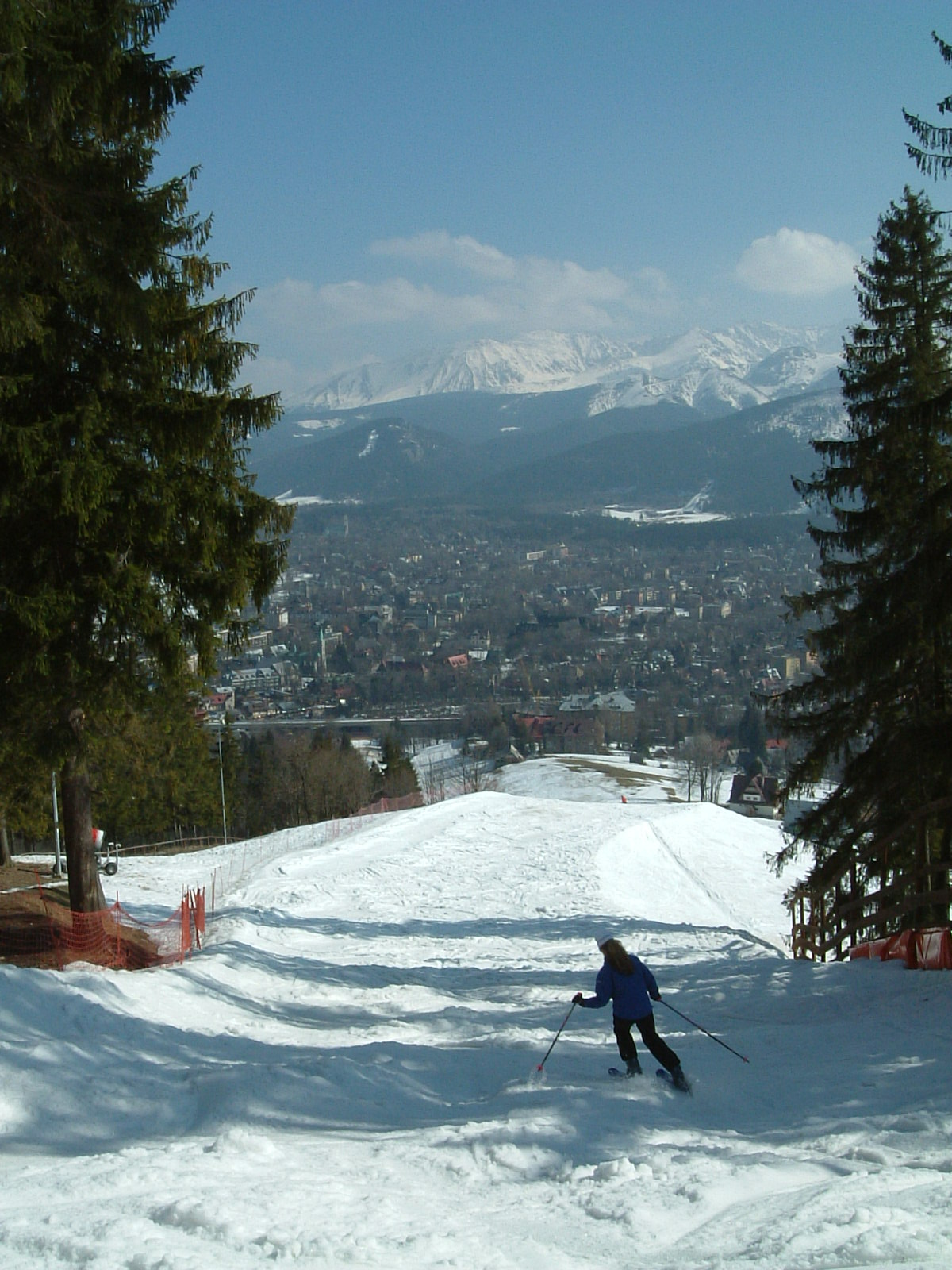
Blick auf Zakopane

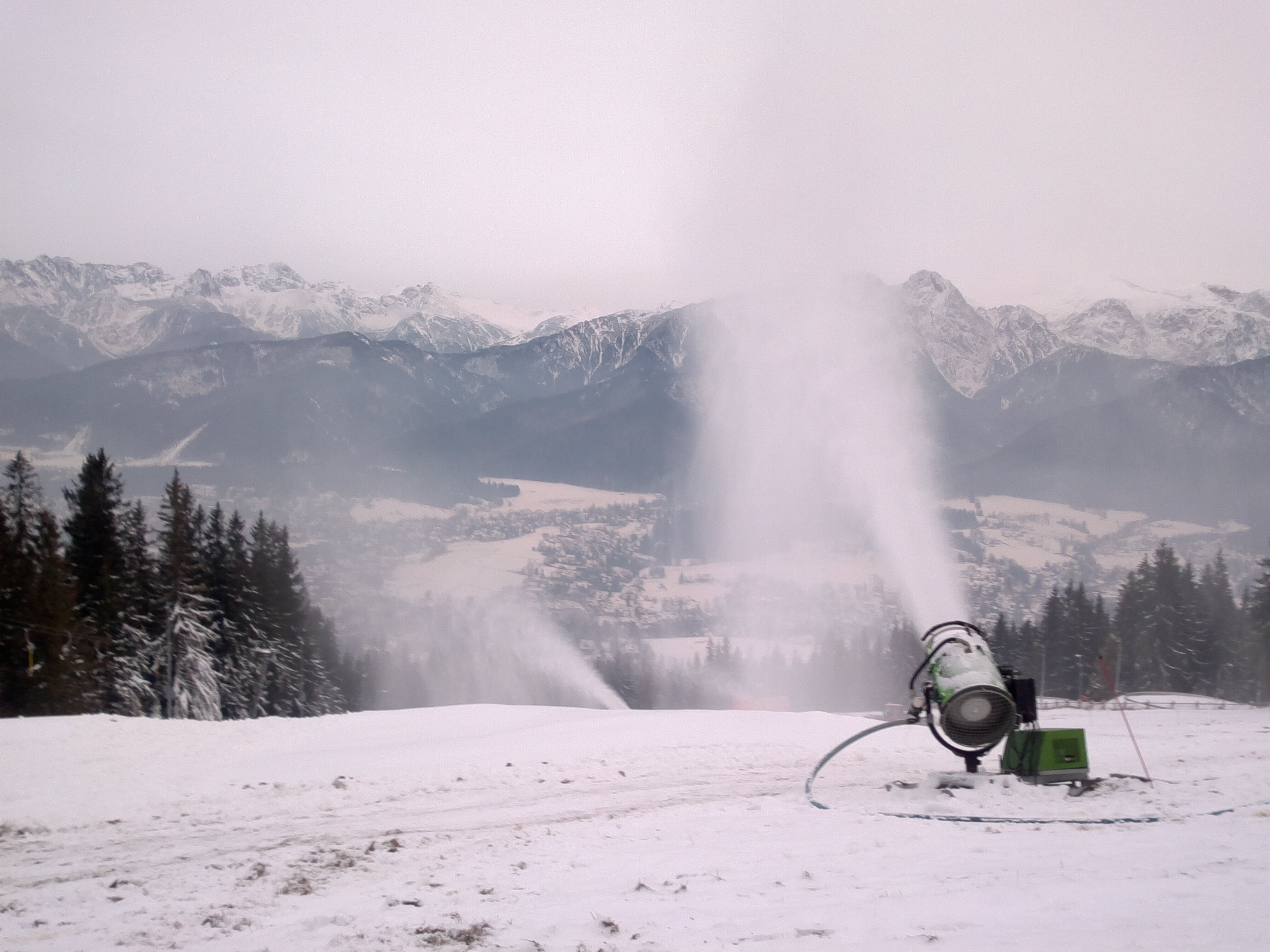
Schneekanone

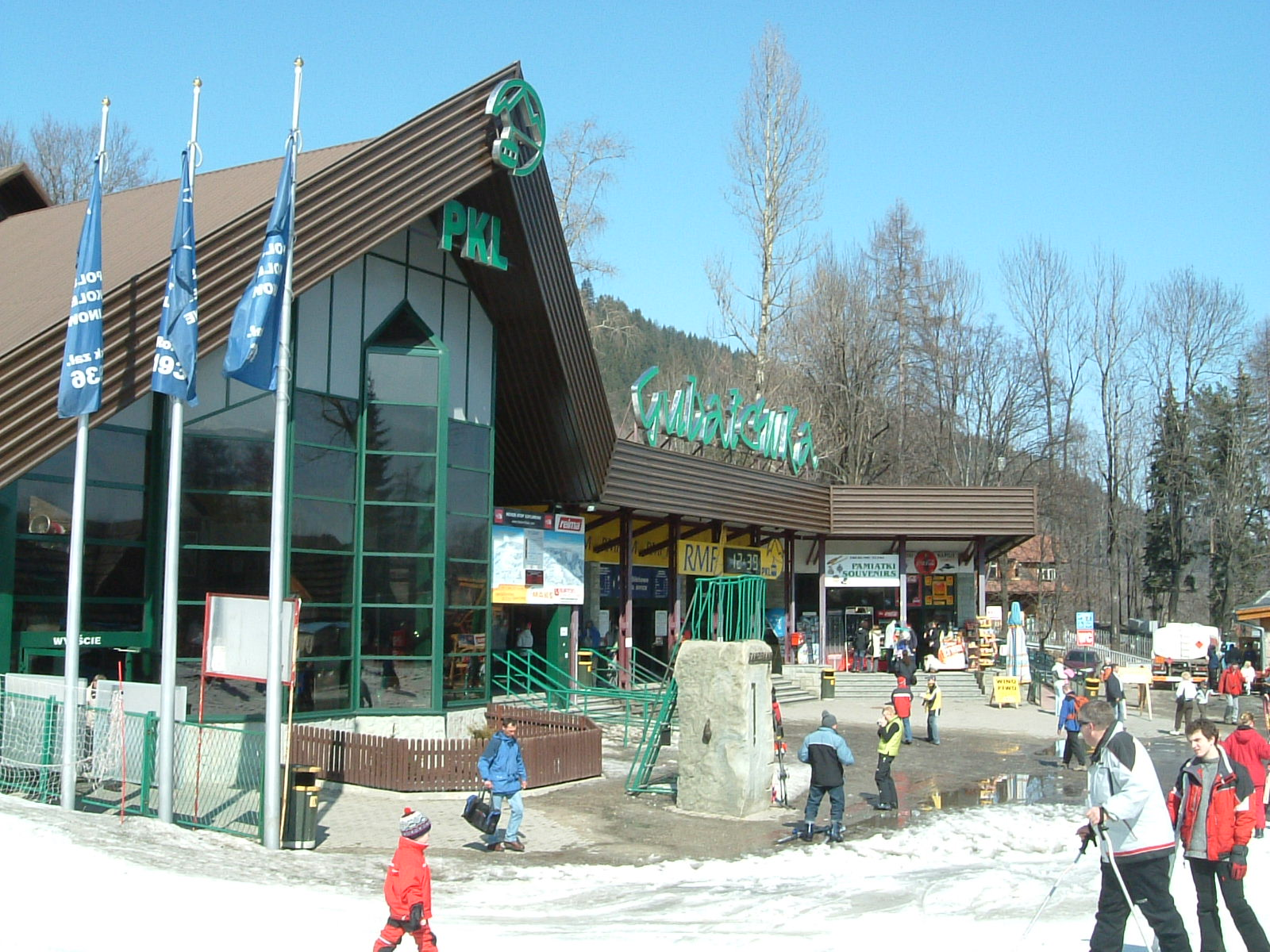
Untere Station

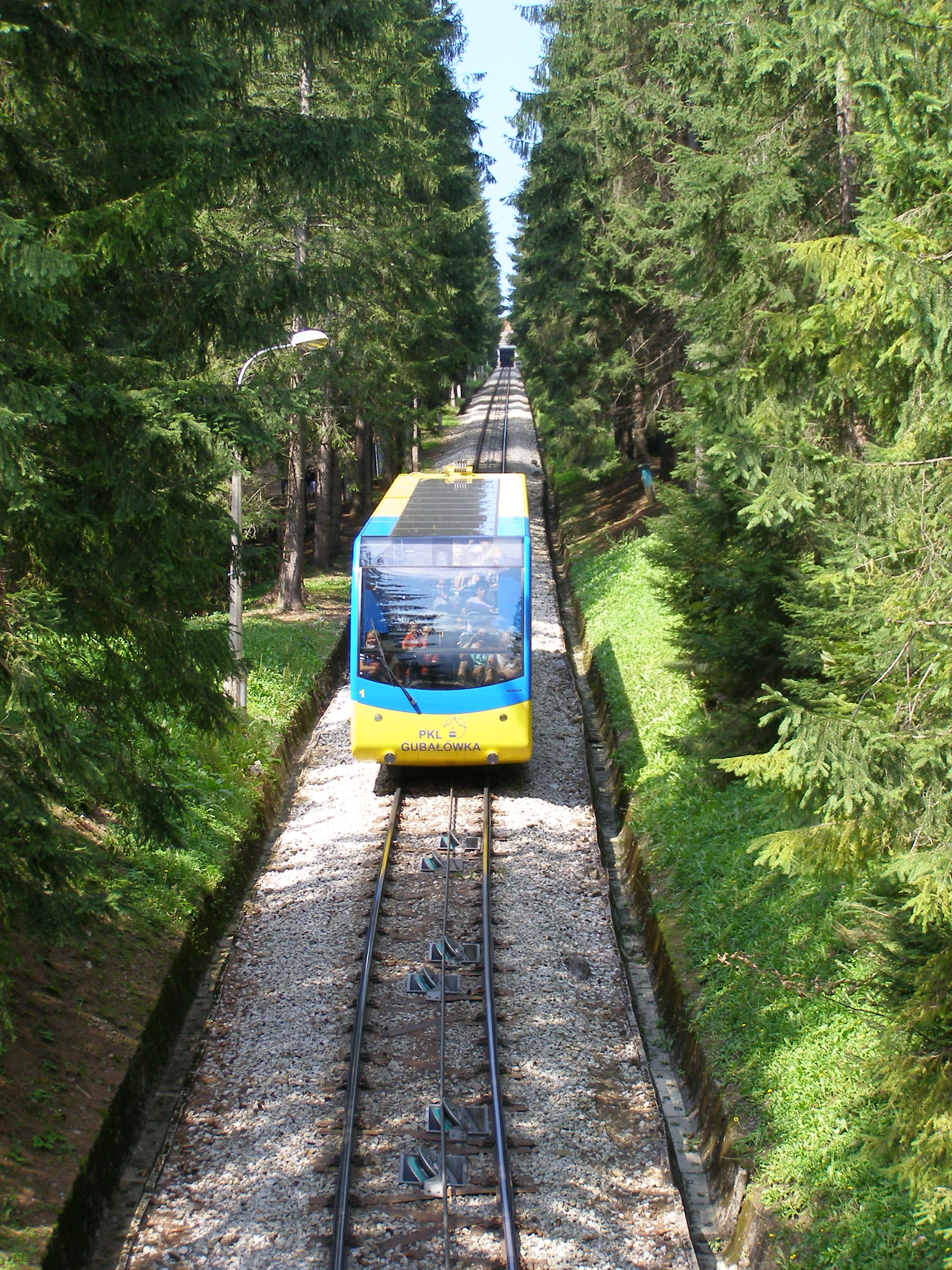
Standseilbahn im Sommer

Das Skigebiet Gubałówka liegt auf dem Gipfel und den Südhängen der Gubałówka in der polnischen Pogórze Gubałowskie auf dem Gemeindegebiet von Zakopane im Powiat Tatrzański in der Woiwodschaft Kleinpolen. Es befindet sich außerhalb des Tatra-Nationalparks. Das Skigebiet wird von dem Unternehmen Polskie Koleje Linowe betrieben.

## Lage
Das Skigebiet befindet sich auf einer Höhe von 823 bis 1122 m nördlich der Tatra. Der Höhenunterschied der Pisten beträgt fast 300 m. Es gibt eine rote (schwierige) sowie mehrere grüne und blaue Pisten. Die Gesamtlänge der Pisten umfasst ca. 2 km, wobei die längste Piste 1,6 km lang ist. Bei der Abfahrt bietet sich ein Panorama auf die Stadt Zakopane im Talkessel Rów Tatrzański sowie die dahinter liegende Hohe Tatra sowie Westtatra.

## Geschichte
Das Skigebiet wurde 1938 angelegt. Die Standseilbahn Gubałówka wurde im selben Jahr errichtet. 1938/1939 wurde der Alpine Skiweltcup hier ausgetragen.

## Beschreibung

### Skilifte
Im Skigebiet gibt es eine Standseilbahn und mehrere Seil- bzw. Bandlifte. Insgesamt können mehr als 2000 Personen pro Stunde befördert werden.

#### Standseilbahn
Die Standseilbahn Gubałówka führt von Zakopane zur Bergstation knapp unterhalb des Gipfels der Gubałówka. Ihre Länge beträgt ca. 1,3 km. Sie fährt 3 Minuten, und ihre Waggons können 121 Personen befördern.

#### Seil- bzw. Bandlifte
Es gibt mehrere Seil- bzw. Bandlifte auf der Alm Polana Gubałówka.

### Skipisten
Von der Gubałówka führen zwei Skipisten ins Tal.
Die rote (schwierige) Hauptpiste ist ca. 1600 m lang und führt von der Oberen Station zur Unteren Station der Standseilbahn. Die durchschnittliche Neigung beträgt ca. 19 %.
Die leichten Pisten auf der Alm Polana Gubałówka sind jeweils ca. 300 m lang und ihr Höhenunterschied beträgt ca. 70 m.
Alle Pisten sind beleuchtet und können mit Kunstschnee versorgt werden.

## Infrastruktur
Die Untere Station befindet sich im Zentrum von Zakopane und ist leicht mit dem Pkw und öffentlichen Verkehrsmitteln erreichbar. An der unteren Station gibt es Parkplätze. Im Skigebiet sind die Skischulen sowie ein Skiverleih tätig. Auf der Polana Gubałówka gibt es einen Snowpark sowie eine Halfpipe für Snowboarder. Im Skigebiet gibt es zahlreiche Restaurants und Einkaufsmöglichkeiten.